# Bag it
Bag It: Is Your Life Too Plastic? (en català es pot traduir per «Posa-ho en una bossa: la teva vida té massa plàstic?») és una pel·lícula documental estatunidenca del 2010 que explora l'ús que es fa del plàstic de manera quotidiana. Així, aquest llargmetratge exposa les conseqüències nefastes que tenen pel planeta terra, pel nostre ecosistema, pel fons marí i pels éssers humans els productes plàstics d'un sol ús on l'ítem més destacat és la bossa de plàstic. Aquesta s'usa de mitjana 8 minuts, però tarda centenars d'anys en descompondre's. Aquest és el segon documental de la directora Susan Beraza.

## Argument
Jeff Berrier, que es defineix com una persona molt normal, decideix deixar de fer servir bosses de plàstic al supermercat, ja que la seva dona està embarassada. El que comença sent un documental sobre bosses de plàstic evoluciona cap a una investigació més profunda sobre el rol del plàstic en les nostres vides, cossos i medi ambient. Així doncs, Beraza fa evolucionar la trama per incloure una mirada vers l'àmbit polític, la salut humana, els residus i el seu reciclatge, la salut dels oceans i els articles d'un sol ús.
En el documental veiem com Berrier analitza problemes ambientals amb l'ajuda d'un científic mediambiental i s'introdueixen problemes clau com el de la sopa de plàstic del Pacífic. També es veu com els fragments de plàstic en mars i oceans actualment ja superen en nombre el plàncton en una proporció de 60 a 1 i contribueixen a unes 100.000 morts d'animals marins, incloses les aus de forma anual. A més a més, els plàstics contenen productes químics com els ftalats que poden tenir efectes adversos als nadons, inclosa la disminució de la distància anogenital. En aquesta línia, Berrier reflexiona sobre l'augment de la taxa d'infertilitat masculina i altres malalties com la diabetis, l'obesitat i el trastorn per dèficit d'atenció, relacionant-ho amb el problema sempre present dels plàstics. En un intent per poder donar veu a punts de vista divergents, Berrier intenta contactar amb la Societat Química Americana, però no té cap mena d'èxit.
Quan la parella de Jeff Berrier, l'Anne, dona a llum, la pel·lícula agafa un tint més personal i analitza els productes químics controvertits en aquell moment com el bisfenol A que es troben als plàstics. La pel·lícula conclou amb una revisió de les etiquetes de reciclatge i mostra maneres en què els ciutadans i consumidors mitjans poden minimitzar l'impacte nociu del plàstic reduint-ne l'ús.

## Repercussió
El documental participà en moltes mostres de cinema, fòrums i debats a principis dels 2010, obtenint una gran repercussió mediàtica en un primer moment. En aquesta línia, La pel·lícula va rebre el premi al millor festival del Blue Ocean Film Festival, el premi del públic del festival de cinema de muntanya de Flagstaff, el premi al millor documental del festival de cinema independent d'Ashland, el premi a l'elecció del públic de Mountainfilm a Telluride i el Premi del públic al Wild & Scenic Film Festival, entre d'altres.